# Almofada

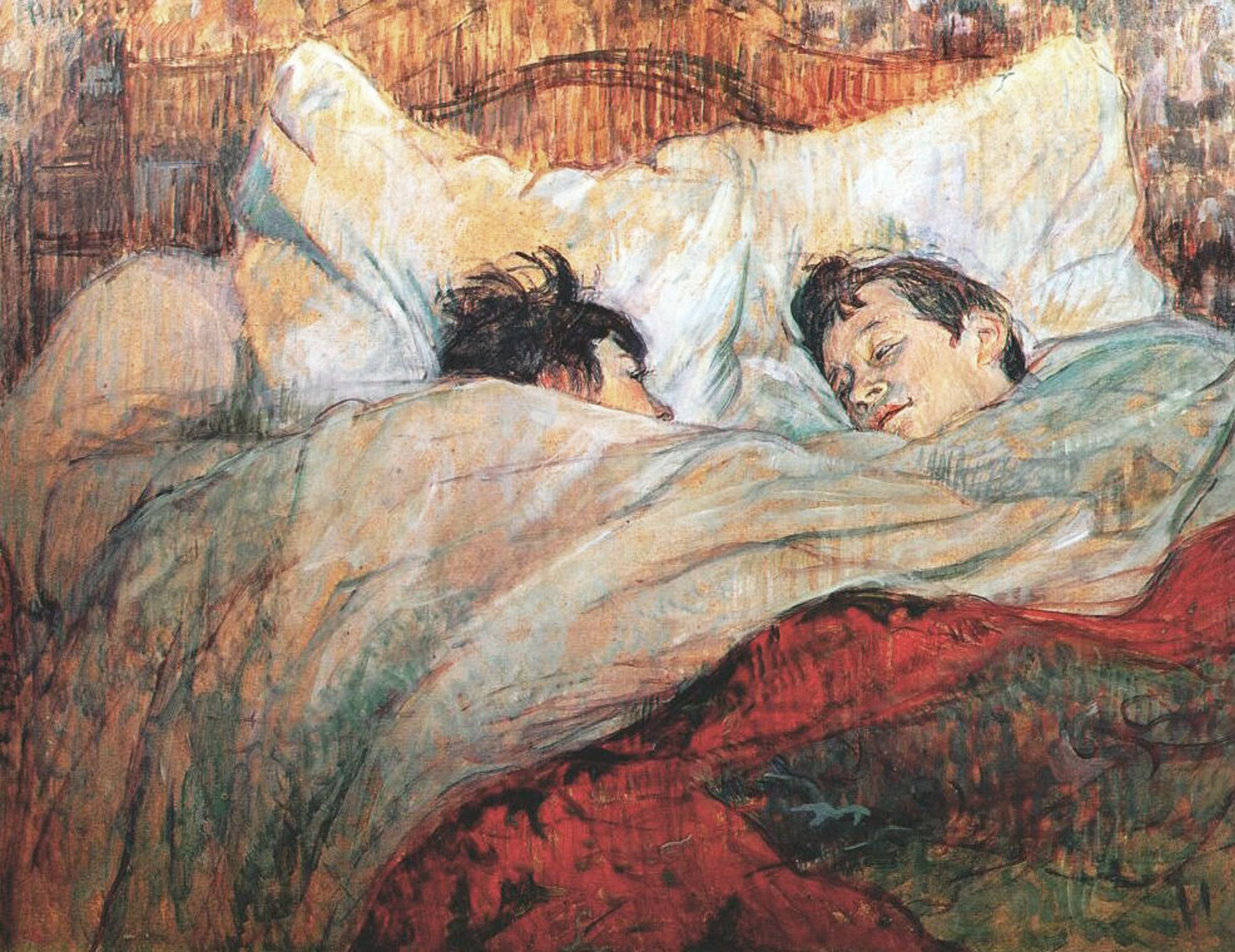
Henri de Toulouse-Lautrec, Au lit, 1892.

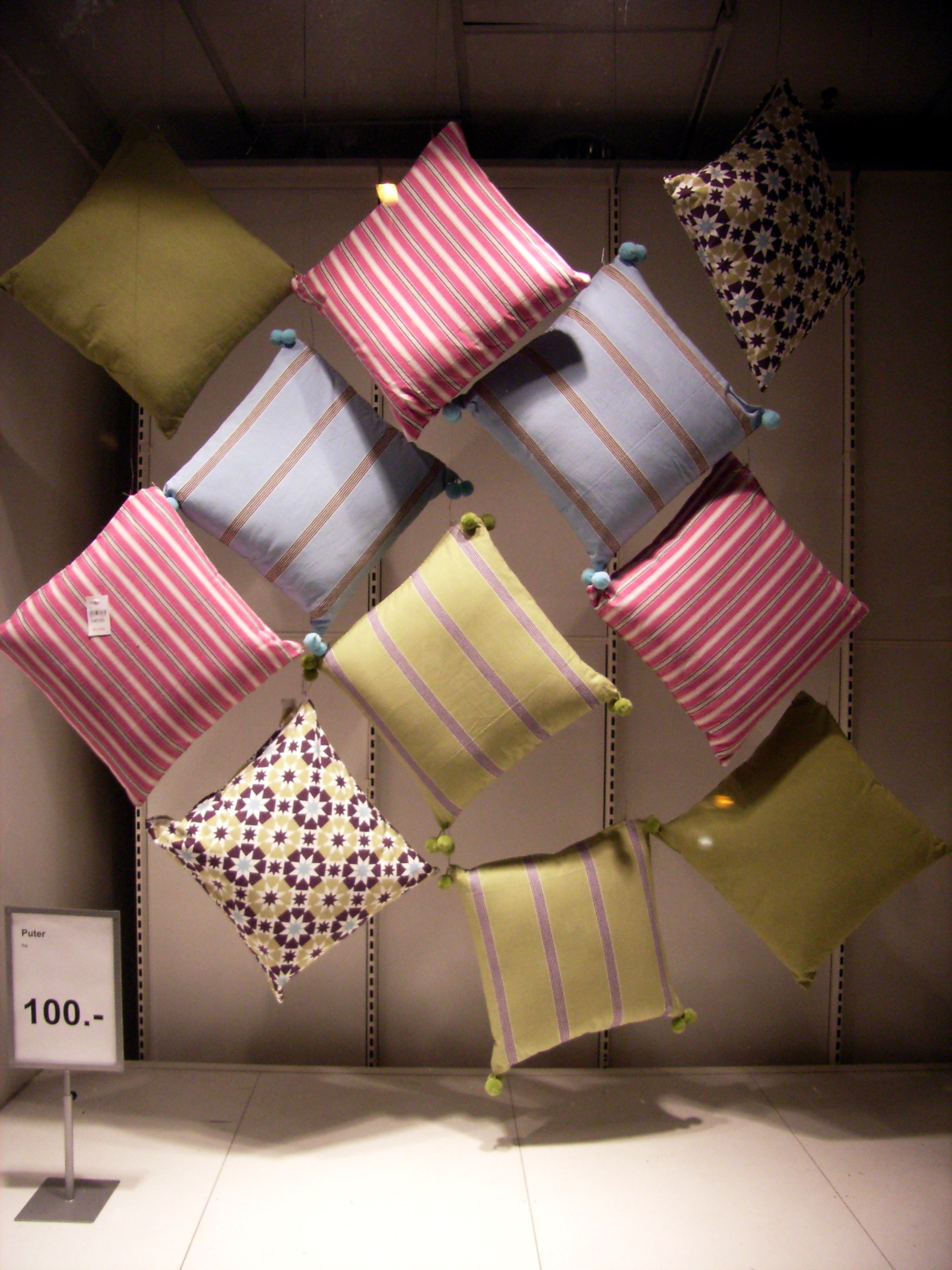
Almofadas.

Uma almofada é um objeto de utilidade doméstica utilizado para dar apoio às costas em adição aos sofás, bem como para dar suporte para os pés, pernas, cabeça, etc. É uma espécie de saco fechado contendo matéria mole ou elástica (paina, algodão, crina, penas, esponja de borracha, espuma de plástico), ou retesado por molas ou ar comprimido, para servir de encosto, assento, apoio de cabeça, decoração, etc.
No Brasil, a variação da almofada usada para apoiar a cabeça para dormir é chamada de travesseiro, enquanto em Portugal se usa o termo almofada para a almofada pequena (geralmente em cama de solteiro) e o travesseiro é uma almofada grande, comprida, geralmente usada em camas de casal.
A almofada é um objeto utilizado para conforto doméstico, revestido normalmente por tecido e com um enchimento.

## Etimologia
"Almofada" originou-se do termo árabe اَلْمُخَدَّة al-mokhada.

## Tipos
As almofadas, são utilizadas principalmente para dar conforto ao corpo, porém muitas delas assumem um caráter decorativo, com estampas, cores e formatos dos mais diversos tipos.

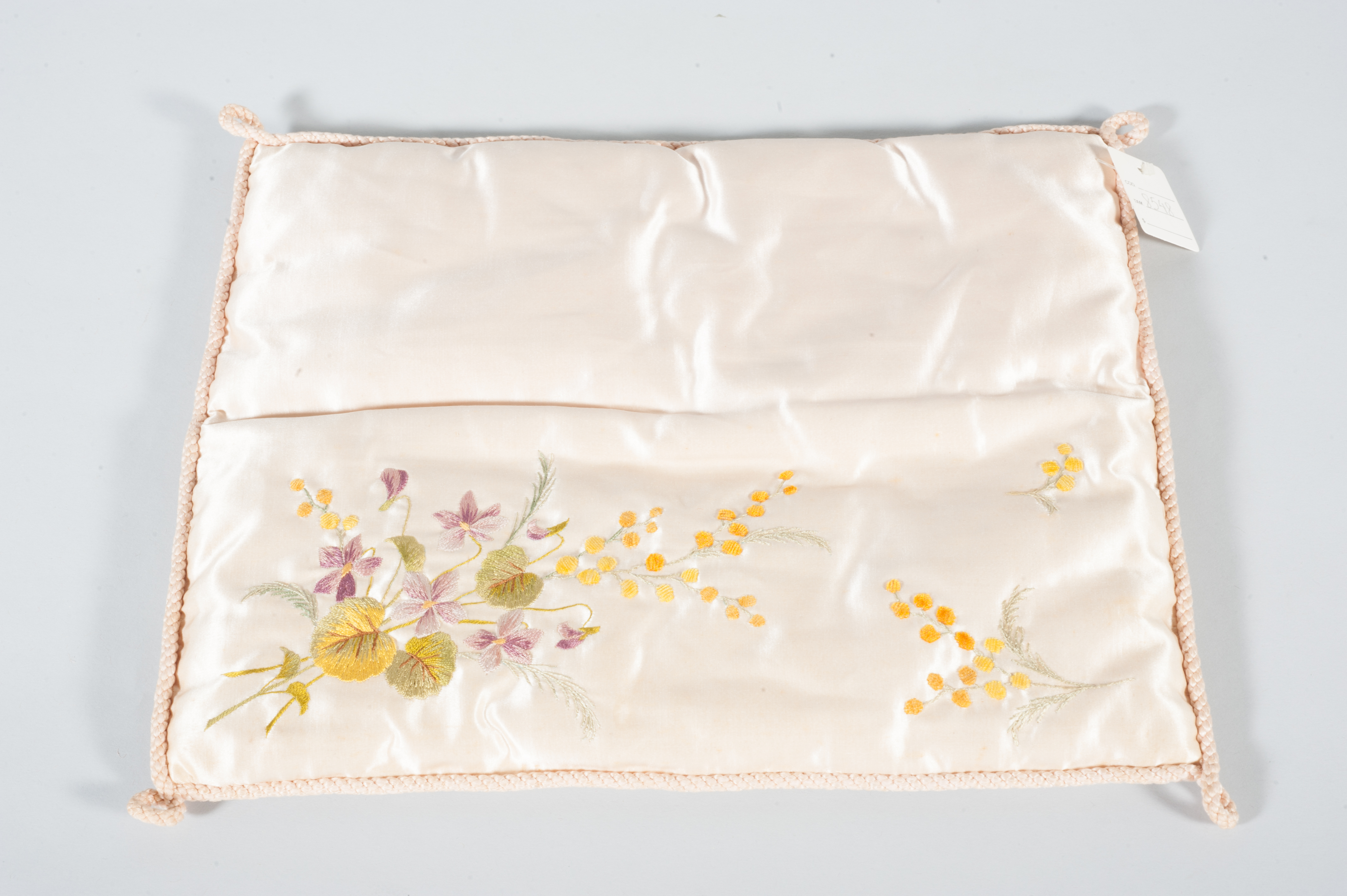
Almofada com revestimento em cetim pertencente ao acervo do Museu Paulista da USP.

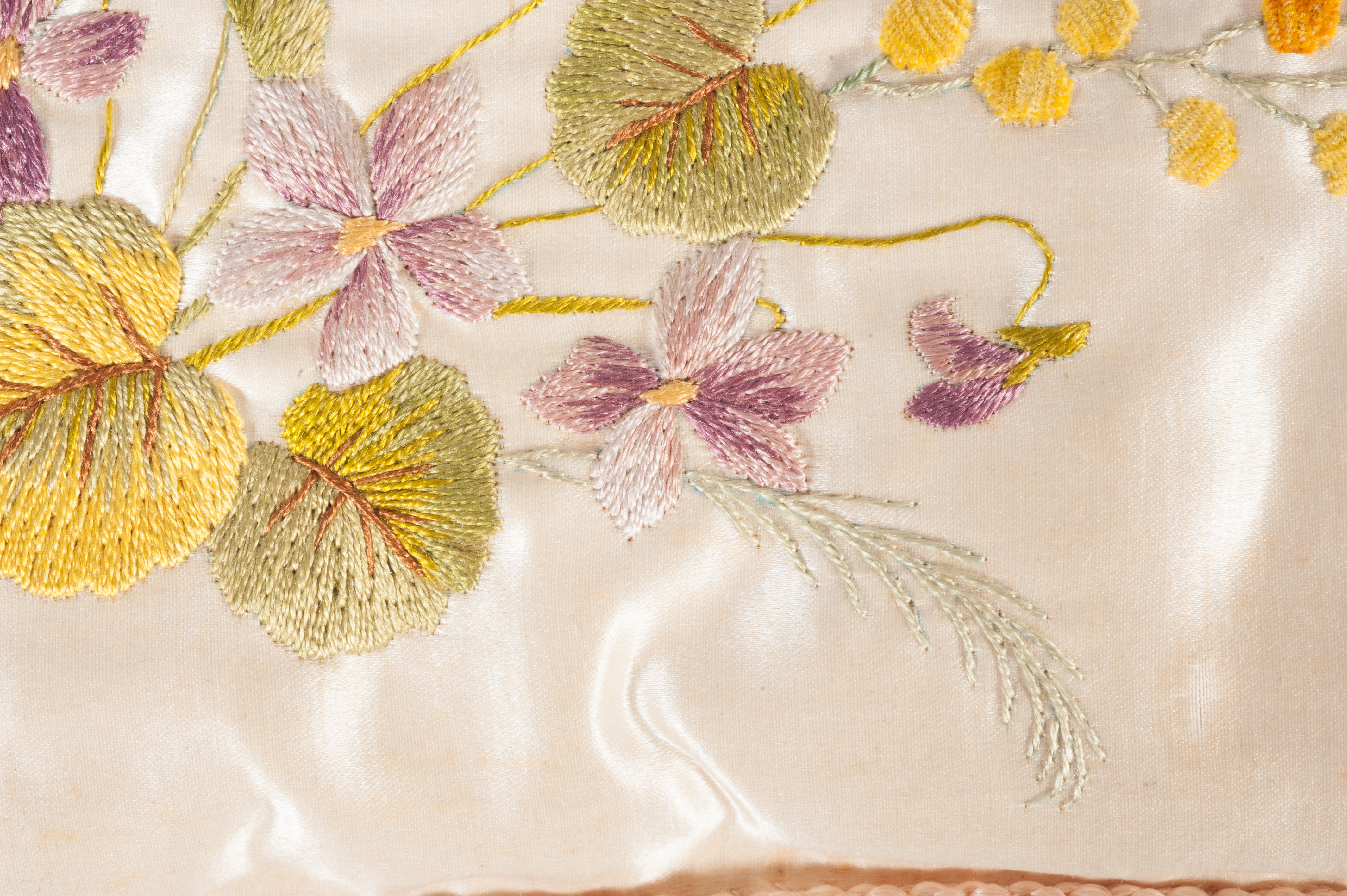
Imagem que destaca o bordado na almofada da coleção do Museu Paulista.

Também existem almofadas utilizadas como assento em diversas culturas. Um exemplo típico é o pufe, espécie de almofada acolchoada, geralmente sem braços nem espaldar, recoberto de estofo, cujo nome remete à onomatopeia do ar que se esvai quando se senta em um deles.

#### Durabilidade do travesseiro
Os travesseiros "vivem" em média de dois a cinco anos, muito menos do que um cobertor, pois têm que suportar uma carga constante na forma de nossa cabeça e pescoço.